# Franco Balbi
Franco Balbi (Junín, Provincia de Buenos Aires, 21 de agosto de 1989) es un baloncestista argentino que se desempeña en la posición de base y actualmente juega en Unión, equipo de la Liga Nacional de Básquet de Argentina.

## Carrera
Balbi se formó como jugador de baloncesto en el club Villa Belgrano de su Junín natal, pasando luego a Los Indios. Allí hizo su debut con el equipo mayor en el año 2004. A mediados de 2006 fue reclutado por Ciclista Juninense. Con ese club debutaría en la Liga Nacional de Básquet el día 14 de enero de 2007, en un partido ante Regatas Corrientes. Al año siguiente, luego de que Ciclista Juninense perdiera la categoría, actuó en el Torneo Nacional de Ascenso convirtiéndose en una pieza clave del equipo.
Tras dos temporadas en la segunda categoría del baloncesto profesional argentino, fue contratado por Quimsa de Santiago del Estero como ficha juvenil del plantel que debía disputar la temporada 2009-10 de la LNB. Sin embargo esa misma temporada sufrió una grave lesión que lo dejó fuera de competición por varios meses.
Balbi finalmente se recuperó, pero el entrenador de Quimsa lo quitó de la rotación del equipo, motivo por el cual terminó dejando a los santiagueños al comenzar la siguiente temporada de la LNB.   
A comienzos de enero de 2011 se incorporó a San Martín de Corrientes, siendo parte del plantel que lograría el subcampeonato en la temporada 2010-11 del TNA y que daría el salto a la LNB luego de derrotar a Ciclista Juninense en el repechaje por el segundo ascenso.
En la siguiente temporada Balbi retornó a Ciclista Juninense con el objetivo de conducir al equipo en la búsqueda del ascenso a la máxima categoría del baloncesto profesional argentino. Luego de jugar allí por dos años en un buen nivel, fue fichado por Argentino de Junín por pedido del entrenador Adrián Capelli. Con su nuevo equipo vivió una gran temporada, llegando hasta las semifinales de los playoffs de la Liga Nacional de Básquet y de la Liga Sudamericana de Clubes. Tras renovar su contrato con los juninenses, volvió a actuar en un excelente nivel, motivo por el cual fue convocado para entrenar junto a la selección de básquetbol de Argentina durante el invierno de 2015. 
El 22 de mayo de 2016 firmó un contrato con Ferro. En ese club permaneció dos años, destacándose como armador de juego (en su última temporada con Argentino de Junín, el base se había distinguido como el máximo asistidor de la competencia). 
El 21 de junio del 2018 se confirma su llegada al Clube de Regatas do Flamengo para disputar la Novo Basquete Brasil, en lo que sería su primera experiencia como jugador profesional fuera de la Argentina. En el equipo carioca vivió una etapa muy exitosa de su carrera, consagrándose dos veces campeón del campeonato local y armando el juego para el plantel que obtuvo la Liga de Campeones de Baloncesto de las Américas 2021. Además, en su primera temporada, fue reconocido como el mejor base y el mejor extranjero del NBB de ese año.
Fue repatriado por Boca Juniors en junio de 2022,pero al final de la temporada 22/23 partió nuevamente a Brasil para continuar su carrera en el Flamengo.
En julio de 2025 dejó Brasil una vez más para regresar a la Argentina, contratado por Unión, equipo de la Liga Nacional de Básquet.

### Clubes
| Club                     | País      | Año           |
| ------------------------ | --------- | ------------- |
| Los Indios de Junín      | Argentina | 2004 - 2006   |
| Ciclista Juninense       | Argentina | 2006 - 2009   |
| Quimsa                   | Argentina | 2009 - 2010   |
| San Martín de Corrientes | Argentina | 2011          |
| Ciclista Juninense       | Argentina | 2011 - 2013   |
| Argentino de Junín       | Argentina | 2013 - 2016   |
| Ferro                    | Argentina | 2016 - 2018   |
| Flamengo                 | Brasil    | 2018 - 2022   |
| Boca Juniors             | Argentina | 2022-2023     |
| Flamengo                 | Brasil    | 2023-2025     |
| Unión de Santa Fe        | Argentina | 2025-presente |

## Selección nacional
Tras una gran temporada individual en Argentino de Junín en 2014/2015, fue convocado por primera vez para integrar la selección de baloncesto de Argentina, debutando oficialmente en un partido amistoso jugado en la ciudad de Olavarría contra su par de Uruguay.

## Palmarés

### Campeonatos nacionales
- Actualizado hasta el 24 de abril de 2023.

| Título                         | Club     | País      | Año         |
| ------------------------------ | -------- | --------- | ----------- |
| Copa Argentina de Básquet      | Quimsa   | Argentina | 2009        |
| Copa Super 8                   | Flamengo | Brasil    | 2018        |
| Campeonato Carioca de Basquete | Flamengo | Brasil    | 2018        |
| Campeón NBB                    | Flamengo | Brasil    | 2018 - 2019 |
| Campeonato Carioca de Basquete | Flamengo | Brasil    | 2019        |
| Campeonato Carioca de Basquete | Flamengo | Brasil    | 2020        |
| Campeón NBB                    | Flamengo | Brasil    | 2020 - 2021 |
| Copa Super 8                   | Flamengo | Brasil    | 2021        |

### Individuales
- Actualizado hasta el 24 de abril de 2023.

| Título                           | Club               | País      | Año         |
| -------------------------------- | ------------------ | --------- | ----------- |
| Máximo asistidor de la temporada | Argentino de Junín | Argentina | 2015 - 2016 |
| Mejor Quinteto de la LNB         | Ferro              | Argentina | 2016 - 2017 |
| Mejor base del NBB               | Flamengo           | Brasil    | 2018 - 2019 |
| Mejor jugador extranjero del NBB | Flamengo           | Brasil    | 2018 - 2019 |